# جايسون بيليتييه
جايسون بيليتييه (بالإنجليزية: Jason Pelletier)‏ هو لاعب كرة قدم أمريكي في مركز الوسط، ولد في 24 أبريل 1985 في ميدلتاون (بنسيلفانيا) في الولايات المتحدة. لعب مع نادي بان.